# Embalse de Úglich
El embalse de Úglich o embalse Úglichskoye (del ruso: У́гличское водохрани́лище) es un embalse artificial localizado en el curso superior del río Volga, en Rusia, formado por la presa hidroeléctrica construida en 1939 en la ciudad de Úglich. Está situado entre los óblasts de Tver y Yaroslavl y tiene una superficie de 249 km² y un volumen de agua de 1,24 km³. Su longitud es de 143 km, con una anchura máxima de 5 km y una profundidad media de 5 m (la máxima son 23 m). El embalse fue creado para beneficiar el transporte, la energía, y el suministro de agua. Del mismo modo ayuda a controlar los flujos estacionales. Las ciudades de Úglich, Kaliazin y Kimry están situadas a orillas del embalse. La construcción de la presa sumergió un monasterio del siglo XV en Úglich y uno del XVI en Kaliazin.

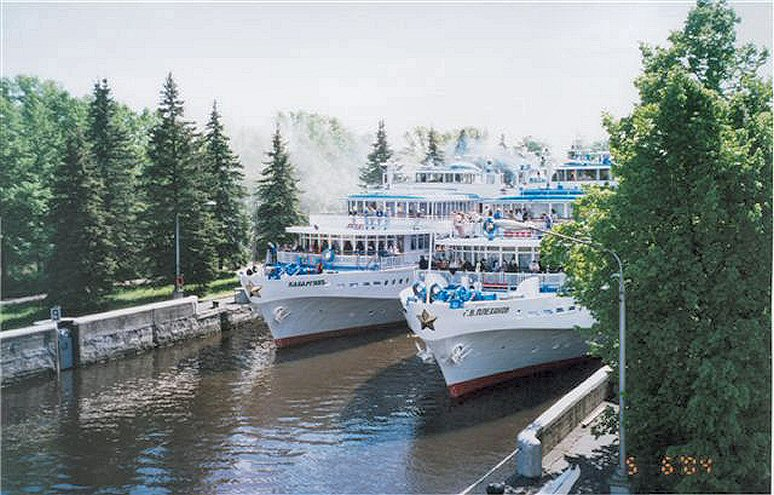
Esclusa del embalse.

- Datos: Q1479284
- Multimedia: Uglich Reservoir / Q1479284